# Кесслер, Ульрих
Ульрих Отто Эдуард Кесслер (нем. Ulrich Otto Eduard Kessler; 3 ноября 1894, Данциг — 27 марта 1983, Бад-Урах) — немецкий офицер, генерал авиации. Кавалер Рыцарского креста Железного креста.

## Биография
1 апреля 1914 года поступил на флот. Прошел подготовку в военно-морском училище в Мюрвике (1914) и на борту линейного корабля «Виттельсбах». Участник Первой мировой войны, с ноября 1915 года — вахтенный офицер на легком крейсере «Любек». Прошел подготовку летчика морской авиации.
С декабря 1918 по январь 1919 года в составе гвардейской кавалерийской стрелковой дивизии участвовал в боях с коммунистами в Центральной и Северной Германии, в январе — феврале 1919 года — в Добровольческой корпусе Лютвица.
После демобилизации оставлен на флоте, служил на торпедных катерах, на крейсере «Гамбург».
С 1927 года занимался преимущественно вопросами восстановления морской авиации. С 1 апреля 1931 года — 5-й офицер Адмирал-штаба (ответственный за авиацию) в штабе флота. С 1 октября 1931 года — вахтенный офицер на линейном корабле «Гамбург», с 1 января 1933 года — эксперт по вопросам морской авиации в немецкой делегации на Женевской конференции по разоружению. 1 сентября 1933 года переведен в люфтваффе и назначен начальником группы Командного управления Имперского министерства авиации. С 1 октября 1934 года — начальник авиационного технического училища в Варнемюнде. Окончил курс Военной академии (1936). С 1 октября 1936 года — командир группы береговой авиации «Зильт». 1 октября 1937 года назначен начальником штаба 4-го авиационного округа, а 1 июля 1938 переведен в Генштаб люфтваффе.
С 15 ноября 1938 года — командир 1-й бомбардировочной эскадры «Гинденбург», с 19 декабря 1939 года — начальник штаба 1-го воздушного флота, с 25 апреля 1940 года — 10-го авиационного корпуса и командующего авиацией в Дронхайме, с 28 июня 1940 года — начальник боевой подготовки люфтваффе.
5 февраля 1942 года назначен командующим авиационным командованием Атлантика. В задачи Кесслера входило обеспечение воздушного прикрытия действующих в этом регионе кораблей. В марте 1944 года штаб Кесслера был расформирован, а сам он получил должность начальника штаба связи люфтваффе в Токио, одновременно с 22 января 1945 года — военно-воздушный атташе в Токио.
15 мая 1945, находясь на подводной лодке U-234, сдался американцам и был доставлен в Германию, где 10 мая 1947 года был освобожден.

## Звания
- Кадет (1 апреля 1914)
- Фенрих-цур-зэе (23 декабря 1914)
- Лейтенант-цур-зэе (13 июля 1916)
- Обер-лейтенант-цур-зэе (28 сентября 1920)
- Капитан-лейтенант (1 марта 1926)
- Корветтен-капитан (1 апреля 1933)
- Оберст-лейтенант (1 апреля 1935)
- Оберст (1 апреля 1937)
- Генерал-майор (1 апреля 1939)
- Генерал-лейтенант (1 апреля 1941)
- Генерал авиации (1 сентября 1944)

## Награды
- Железный крест 2-го и 1-го класса
- Ганзейский крест (Любек)
- Знак пилота ВМФ за полеты над морем
- Морской нагрудный знак «За ранение» в чёрном
- Памятный знак пилота (Пруссия)
- Почетный крест ветерана войны с мечами
- Медаль «За выслугу лет в вермахте» 4-го, 3-го, 2-го и 1-го класса (25 лет 2 октября 1936) — получил 4 награды одновременно.
- Комбинированный Знак Пилот-Наблюдатель
- Пряжка к Железному кресту 2-го и 1-го класса
- Крест Военных заслуг 2-го и 1-го класса с мечами
- Немецкий крест в золоте (3 апреля 1944)
- Рыцарский крест Железного креста (8 апреля 1944)